# .600/577リーワー
.600/577リーワー (.600/577 Rewa) は旧型の大口径ライフル実包である。.600/577リーワー・ニトロ・エクスプレス、ホーランド .600/577、.577リーワーと呼ばれることもある。

## 概要
.600/577リーワーは、1929年にリーワー藩王国の王、マルタン・シンからの特注によりホーランド&ホーランドが開発したものである。
.600/577リーワーはリム付のボトルネック型センターファイア式実包で、.600ニトロ・エクスプレスを元に.577ニトロ・エクスプレスの0.582インチ (14.8mm) の弾頭に合わせてネックダウンしたものになっている。弾頭重量は750グレイン (49グラム)、装薬は110グレイン (7.1グラム) のコルダイトであった。
珍しい弾薬で、1957年まではホーランド&ホーランドが供給していた。現在でもイギリスのKynoch社から購入することができる。